# Comuna Vidra, Vrancea
Vidra este o comună în județul Vrancea, Moldova, România, formată din satele Burca, Irești, Ruget, Scafari, Șerbești, Tichiriș, Vidra (reședința), Viișoara și Voloșcani.

## Etimologie
Prima atestare documentară a satului Vidra, apare în anul 1400. Conform legendei, numele comunei provine de la un nume de vânător și negustor de blănuri de vidre, animale existente în numar foarte mare pe aceste meleaguri; de altfel asupra acestui nume au existat mai multe variante, dar toate converg;

## Așezare
Comuna se află în zona centrală a județului, într-o zonă de deal, pe malurile râului Putna, în zona unde acesta primește apele râului Vizăuți. Este traversată de șoseaua națională DN2D, care leagă Focșaniul de Târgu Secuiesc. La Vidra, acest drum se intersectează tangențial cu șoseaua județeană DJ205E, care leagă comuna spre sud-est de Țifești, Garoafa (unde se intersectează cu DN2) și mai departe în județul Galați de Movileni; și spre nord-vest de Vizantea-Livezi și Câmpuri.

## Demografie
Componența etnică a comunei Vidra
     Români (90,32%)
     Alte etnii (0,41%)
     Necunoscută (9,26%)
Componența confesională a comunei Vidra
     Ortodocși (89,76%)
     Alte religii (0,87%)
     Necunoscută (9,37%)
Conform recensământului efectuat în 2021, populația comunei Vidra se ridică la 5.829 de locuitori, în scădere față de recensământul anterior din 2011, când fuseseră înregistrați 6.295 de locuitori. Majoritatea locuitorilor sunt români (90,32%), iar pentru 9,26% nu se cunoaște apartenența etnică. Din punct de vedere confesional, majoritatea locuitorilor sunt ortodocși (89,76%), iar pentru 9,37% nu se cunoaște apartenența confesională.

## Politică și administrație
Comuna Vidra este administrată de un primar și un consiliu local compus din 15 consilieri. Primarul, Silviu Pintilie[*], de la Partidul Social Democrat, este în funcție din 2016. Începând cu alegerile locale din 2024, consiliul local are următoarea componență pe partide politice:
|  | Partid                          | Consilieri | Componența Consiliului | Componența Consiliului | Componența Consiliului | Componența Consiliului | Componența Consiliului | Componența Consiliului | Componența Consiliului |
|  | ------------------------------- | ---------- | ---------------------- | ---------------------- | ---------------------- | ---------------------- | ---------------------- | ---------------------- | ---------------------- |
|  | Partidul Social Democrat        | 7          |                        |                        |                        |                        |                        |                        |                        |
|  | Partidul Național Liberal       | 3          |                        |                        |                        |                        |                        |                        |                        |
|  | Alianța Dreapta Unită           | 2          |                        |                        |                        |                        |                        |                        |                        |
|  | Alianța pentru Unirea Românilor | 2          |                        |                        |                        |                        |                        |                        |                        |
|  | Pantazică Simion                | 1          |                        |                        |                        |                        |                        |                        |                        |

## Istorie
La sfârșitul secolului al XIX-lea, comuna făcea parte din plasa Vrancea a județului Putna și era formată din satele Burca, Călimanu, Vidra și Voloșcani, cu 1729 de locuitori. În comună erau patru biserici, o școală mixtă și un spital cu 68 de paturi înființat în 1887. La acea vreme, pe teritoriul actual al comunei mai funcționau și comunele Tichiriș (în aceeași plasă) și Irești (în plasa Gârlele). Comuna Tichiriș era compusă din satele Părosu, Rugetu și Tichiriș, având 1013 locuitori, trei biserici și o școală de meserii deschisă în 1883. Comuna Irești avea 1543 de locuitori ce trăiau în 400 de case în satele Cucueți, Irești și Șerbănești. Aici existau două biserici în satul Irești și o școală mixtă cu 24 de elevi.
Anuarul Socec din 1925 consemnează comuna Vidra drept reședință a plășii Vidra din același județ Putna. Comuna avea 1570 de locuitori în satele Burca, Călimanu, Scafari, Vidra și Voloșcani. Comunele Tichiriș și Irești făceau parte din această plasă Vidra. Tichiriș avea aceeași compunere și 985 de locuitori. Comuna Irești avea și ea, în aceleași sate, 1542 de locuitori.
În 1950, cele trei comune au fost arondate raionului Focșani din regiunea Putna, apoi (după 1952) din regiunea Bârlad și (după 1956) din regiunea Galați. Satul Părosu din comuna Tichiriș a luat în 1964 denumirea de Viișoara. În 1968, comunele au fost transferate la județul Vrancea, iar comunele Irești și Tichiriș au fost desființate, satele lor fiind transferate comunei Vidra. Tot atunci, satele Căliman și Cucuieți au fost desființate, fiind comasate respectiv cu satele Vidra și Șerbești.

## Monumente istorice
Patru obiective din comuna Vidra sunt incluse în lista monumentelor istorice din județul Vrancea ca monumente de interes local. Unul dintre ele este clasificat ca sit arheologic — vestigiile așezării din paleoliticul superior, descoperite în centrul satului Tichiriș. Două sunt clasificate ca monumente de arhitectură, ambele în satul Vidra — școala și spitalul comunal, construite la sfârșitul secolului al XIX-lea. Tot în satul Vidra se află și al patrulea obiectiv, clasificat ca monument de for public: monumentul eroilor vrânceni din Primul Război Mondial, ridicat la intrarea în sat dinspre Focșani în anul 1936.

## Literatură
- Vidra - Poarta Vrancei, Valeriu D. Cotea, Editura Academiei Române, 2003, ISBN 973-27-0988-X

## Personalități născute aici
- Mihail Kernbach (1895 - 1976), medic, profesor universitar de medicină legală la Facultățile de Medicină din Cluj și Iași;
- Valeriu Cotea (1926 - 2016), oenolog;
- Viorel Panaite (n. 1958), profesor universitar, specialist în turcologie, șef al Școlii Doctorale de Istorie a Facultății de Istorie a Universității din București;
- Ionel Badiu (n. 1989), rugbist.